# Бабово
Бабово (болг. Бабово) — село в Болгарии. Находится в Русенской области, входит в общину Сливо-Поле. Население составляет 493 человека.

## Политическая ситуация
В местном кметстве Бабово, в состав которого входит Бабово, должность кмета (старосты) исполняет Пламен Йорданов Пенков (независимый) по результатам выборов.
Кмет (мэр) общины Сливо-Поле — Георги Стефанов Големански (коалиция партий:  Болгарская социалистическая партия, Национальное движение «Симеон Второй», Движение за социальный гуманизм, ВМРО — Болгарское национальное движение, «Болгарская социал-демократия») по результатам выборов.